# قشلاق غضنفربالا
قشلاق غضنفربالا یک روستا در ایران است که در استان اردبیل واقع شده‌است. قشلاق غضنفربالا ۳۳ نفر جمعیت دارد.